# مؤنس دبور
مؤنس دبور (مواليد 14 مايو 1992) هو لاعب كرة قدم من عرب إسرائيل يجيد اللعب في مركز المهاجم ويلعب حالياً مع نادي شباب الأهلي في الدوري الإماراتي للمحترفين. كما مثل منتخب إسرائيل لكرة القدم في الفترة من 2014 إلى 2022.

## مسيرته
نشأ في قسم الشباب في مكابي أخاء الناصرة، أحد أبرز الأندية العربية في الوسط العربي في إسرائيل. في موسمه الأول في الدرجة العليا، موسم 2009–10، شارك في خمس مباريات فقط، ولم يجِد طريقه إلى الشِّباك. قرر أنّ عليه إيجاد أسس أخرى للعب، وانتقل إلى قسم الشباب في مكابي تل أبيب. في نهاية موسم جيد، رُقّي إلى فريق الكبار التابع للنادي، ليبدأ بإظهار قدراته. في الموسم الأول، سجل ثمانية أهداف، وساهم في 3 أخرى. في الموسم الثاني، طوّر مهاراته ليسجل 10 أهداف و5 تمريرات حاسمة في الدوري، ويحرز اللقب.
عقب أداءه المتميز في الدوري، استدعاه غاي لوزون، مدرّب منتخَب الشباب الإسرائيلي، إلى المنتخَب قُبيل بطولة أوروبا. لعب أساسيًّا في مباراتَين، في الخسارة أمام إيطاليا والفوز على إنجلترا، لكنه لم يبرز كما في النادي.
على صعيد المنتخب الأول لعب دبور مع المنتخب الإسرائيلي 40 مباراة وسجل 15 هدفاً إلى أن قرر الاعتزال دولياً عام 2022 لأسباب سياسية وقومية حسب قوله.

## حياته الشخصية
دبور هو من عرب الداخل، ومسلم. إستقال من المُنتخب الإسرائيلي في يوليو 2022 بعد تعرضه لهجمة إعلامية من اليمين المتطرف الإسرائيلي بسبب قيامه بنشر صور للمسجد الاقصى مع آيات من القرآن الكريم وإنتقاده لمقتحميه من اليهود، لاحقًا إنضم دبور إلى نادي شباب الأهلي الإماراتي؛ ثم في أغسطس 2023 إستقال 6 من اعضاء إدارة نادي الوحدات الاردني إحتجاجا على وجود "لاعب إسرائيلي" في صفوف النادي الاماراتي المُزعم لعب المباراة ضده.

## أهدافه الدولية
| الهدف | التاريخ         | المكان                        | الخصم     | الهدف | النتيجة | المسابقة                     |
| ----- | --------------- | ----------------------------- | --------- | ----- | ------- | ---------------------------- |
| 1     | 3 سبتمبر 2015   | ملعب سامي عوفر، حيفا          | أندورا    | 4–0   | 4–0     | تصفيات بطولة أمم أوروبا 2016 |
| 2     | 15 نوفمبر 2018  | ملعب نتانيا، نتانيا           | غواتيمالا | 3–0   | 7–0     | ودية                         |
| 3     | 15 نوفمبر 2018  | ملعب نتانيا، نتانيا           | غواتيمالا | 4–0   | 7–0     | ودية                         |
| 4     | 24 مارس 2019    | ملعب سامي عوفر، حيفا          | النمسا    | 4–1   | 4–2     | تصفيات بطولة أمم أوروبا 2020 |
| 5     | 15 أوكتوبر 2019 | إستاد تيرنر، بئر السبع        | لاتفيا    | 1–0   | 3–1     | تصفيات بطولة أمم أوروبا 2020 |
| 6     | 15 أوكتوبر 2019 | إستاد تيرنر، بئر السبع        | لاتفيا    | 3–1   | 3–1     | تصفيات بطولة أمم أوروبا 2020 |
| 7     | 16 نوفمبر 2019  | ملعب تيدي، القدس              | بولندا    | 1–2   | 1–2     | تصفيات بطولة أمم أوروبا 2020 |
| 8     | 31 مارس 2021    | ملعب زيمبرو، كيشيناو، مولدوفا | مولدوفا   | 4–1   | 4–1     | تصفيات كأس العالم 2022       |
| 9     | 1 سبتمبر 2021   | تورسفولور، توشهافن، جزر فارو  | جزر فارو  | 3–0   | 4–0     | تصفيات كأس العالم 2022       |
| 10    | 4 سبتمبر 2021   | ملعب سامي عوفر، حيفا          | النمسا    | 2–0   | 5–2     | تصفيات كأس العالم 2022       |
| 11    | 9 أوكتوبر 2021  | هامبدن بارك، غلاسكو، اسكتلندا | إسكتلندا  | 2–1   | 2–3     | تصفيات كأس العالم 2022       |
| 12    | 12 أوكتوبر 2021 | إستاد تيرنر، بئر السبع        | مولدوفا   | 2–0   | 2–1     | تصفيات كأس العالم 2022       |
| 13    | 15 نوفمبر 2021  | ملعب نتانيا، نتانيا           | جزر فارو  | 1–0   | 3–2     | تصفيات كأس العالم 2022       |
| 14    | 29 مارس 2022    | ملعب نتانيا، نتانيا           | رومانيا   | 1–2   | 2–2     | ودية                         |
| 15    | 29 مارس 2022    | ملعب نتانيا، نتانيا           | رومانيا   | 2–2   | 2–2     | ودية                         |

## روابط خارجية
- مؤنس دبور على موقع الاتحاد الدولي (مؤرشف)  (الإنجليزية)
- مؤنس دبور على موقع الاتحاد الأوربي (الإنجليزية)
- مؤنس دبور على موقع إي إس بي إن إف سي (الإنجليزية)
- مؤنس دبور على موقع قاعدة بيانات كرة القدم.إي يو (الإنجليزية)
- مؤنس دبور على موقع ناشيونال فوتبول تيمز (الإنجليزية)
- مؤنس دبور على موقع Soccerbase.com (لاعب) (الإنجليزية)
- مؤنس دبور على موقع Soccerway.com (الإنجليزية)
- مؤنس دبور على موقع عالم كرة القدم.نت (الإنجليزية)
- مؤنس دبور على موقع AS.com (الإسبانية)